# میخائیل مامیاشویلی
میخائیل مامیاشویلی (انگلیسی: Mikhail Mamiashvili؛ زادهٔ ۲۱ نوامبر ۱۹۶۳) کشتی‌گیر اهل گرجستانی‌تبار اهل شوروی بود.
وی همچنین برندهٔ جوایزی همچون نشان دوستی شده‌است.